# Nobuyuki Oishi (1939)
Nobuyuki Oishi (大石 信幸, Oishi Nobuyuki, Hiroshima, 12 september 1939) is een Japans voormalig voetballer die als aanvaller speelde.

## Clubcarrière
Oishi speelde voor Yawata Steel, de voorloper van Nippon Steel. Oishi veroverde er in 1964 de Beker van de keizer. 1965 werd de ploeg opgenomen in de Japan Soccer League, de voorloper van de J1 League. In 6 jaar speelde hij er 61 competitiewedstrijden en scoorde 21 goals. Oishi beëindigde zijn spelersloopbaan in 1970.

## Japans voetbalelftal
Nobuyuki Oishi debuteerde in 1964 in het Japans nationaal elftal en speelde 1 interland.

## Statistieken
| Japans voetbalelftal | Japans voetbalelftal | Japans voetbalelftal |
| Jaar                 | Wed.                 | Dlp.                 |
| -------------------- | -------------------- | -------------------- |
| 1964                 | 1                    | 0                    |
| Totaal               | 1                    | 0                    |